# Bestuurlijke indeling van Kaapverdië
Kaapverdië is ingedeeld in  twee região geográfica (geografische regio): Ilhas de Barlavento (de noordelijke eilandengroep) en Ilhas de Sotavento (de zuidelijke eilandengroep). Deze geografische regio's zijn verder ingedeeld in 22 concelhos (gemeenten), die weer zijn onderverdeeld in 32 freguesias. Het aantal concelhos werd in 2005 uitgebreid van 17 naar 22.

## Indeling

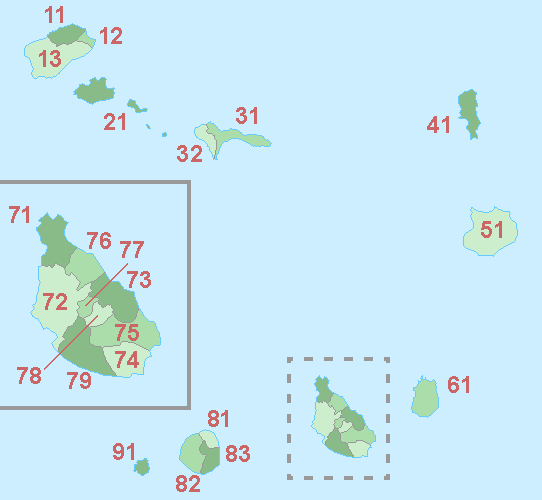
Gemeenten van Kaapverdië

| Gemeente                                     | Eiland                                      | Inwoners gemeente *                         | Landoppervlakte gemeente (km²)              | Hoofdplaats in de gemeente                  |
| In de geografische regio Ilhas de Sotavento  | In de geografische regio Ilhas de Sotavento | In de geografische regio Ilhas de Sotavento | In de geografische regio Ilhas de Sotavento | In de geografische regio Ilhas de Sotavento |
| -------------------------------------------- | ------------------------------------------- | ------------------------------------------- | ------------------------------------------- | ------------------------------------------- |
| Tarrafal (1)                                 | Santiago                                    | 18.565                                      | 112                                         | Tarrafal                                    |
| São Miguel (2)                               | Santiago                                    | 15.648                                      | 91                                          | Calheta de São Miguel                       |
| São Salvador do Mundo (3)                    | Santiago                                    | 8.677                                       | 30                                          | Picos                                       |
| Santa Cruz (4)                               | Santiago                                    | 26.617                                      | 110                                         | Pedra Badejo                                |
| São Domingos (5)                             | Santiago                                    | 13.808                                      | 138                                         | São Domingos                                |
| Praia (6)                                    | Santiago                                    | 131.719                                     | 94                                          | Praia                                       |
| Ribeira Grande de Santiago (7)               | Santiago                                    | 8.325                                       | 164                                         | Cidade Velha                                |
| São Lourenço dos Órgãos (8)                  | Santiago                                    | 7.388                                       | 39                                          | João Teves                                  |
| Santa Catarina (9)                           | Santiago                                    | 43.297                                      | 213                                         | Assomada                                    |
| Brava (10)                                   | Brava                                       | 5.995                                       | 64                                          | Nova Sintra                                 |
| São Filipe (11)                              | Fogo                                        | 22.248                                      | 290                                         | São Filipe                                  |
| Santa Catarina do Fogo (12)                  | Fogo                                        | 5.299                                       | 100                                         | Cova Figueira                               |
| Mosteiros (13)                               | Fogo                                        | 9.524                                       | 82                                          | Mosteiros                                   |
| Maio (14)                                    | Maio                                        | 6.952                                       | 269                                         | Vila do Maio                                |
| In de geografische regio Ilhas de Barlavento |                                             |                                             |                                             |                                             |
| Boa Vista (15)                               | Boa Vista                                   | 9.162                                       | 620                                         | Sal Rei                                     |
| Sal (16)                                     | Sal                                         | 25.779                                      | 216                                         | Santa Maria                                 |
| Ribeira Brava (17)                           | São Nicolau                                 | 7.580                                       | 258                                         | Ribeira Brava                               |
| Tarrafal de São Nicolau (18)                 | São Nicolau                                 | 5.237                                       | 121                                         | Tarrafal de São Nicolau                     |
| São Vicente (19)                             | São Vicente, Santa Luzia                    | 76.140                                      | 227                                         | Mindelo                                     |
| Porto Novo (20)                              | Santo Antão                                 | 18.028                                      | 558                                         | Porto Novo                                  |
| Ribeira Grande (21)                          | Santo Antão                                 | 18.890                                      | 167                                         | Ribeira Grande                              |
| Paúl (22)                                    | Santo Antão                                 | 6.997                                       | 54                                          | Pombas                                      |

* De bevolkingsaantallen zijn van het Instituto de Estatica, Cabo Verde per 16-06-2010.